# Henri XI Reuss de Greiz
Pour les articles homonymes, voir Henri XI.
Titre
Prince Reuss, branche aînée
12 mai 1778 – 28 juin 1800
(22 ans, 1 mois et 16 jours)
Henri XI, né le 18 mars 1722 à Greiz et mort le 28 juin 1800 dans la même ville, est le premier souverain de la principauté Reuss branche aînée, de 1778 à sa mort.

## Biographie
Henri XI est le dernier fils du comte Henri II de Reuss-Obergreiz et de son épouse Charlotte-Sophie de Bothmer. Il succède à son frère aîné Henri IX de Reuss-Obergreiz comme comte de Reuss-Obergreiz en 1723 et hérite des possessions de la branche de Reuss-Untergreiz à la mort du comte Henri III de Reuss-Untergreiz en 1768.
Le 12 mai 1778, il est élevé au rang de prince du Saint-Empire par l'empereur Joseph II, qui le décore par la même occasion de l'ordre de Saint-Étienne de Hongrie.

## Mariage et descendance
Le 4 avril 1743, Henri XI se marie à Köstritz avec Conradine de Reuss-Kostritz (1719-1770), fille du comte Henri XXIV de Reuss-Kostritz. Ils ont onze enfants :
- Henri XII (25 avril 1744 – 30 décembre 1745) ;
- Amélie (25 octobre 1745 – 3 octobre 1748) ;
- Henri XIII (16 février 1747 – 29 janvier 1817) ;
- Frédérique (9 juillet 1748 – 14 juin 1816), épouse en 1767 le comte Frédéric-Louis de Castell-Rüdenhausen, divorce en 1769, se remarie en 1770 avec le prince Frédéric-Guillaume de Hohenlohe-Kirchberg ;
- Henri XIV de Reuss-Greiz (6 novembre 1749 – 12 février 1799) ;
- Henri XV de Reuss-Plauen (22 février 1751 – 30 août 1825) ;
- Isabelle-Augusta de Reuss-Greiz (7 août 1752 – 10 octobre 1824), épouse en 1771 le burgrave Guillaume-Georges de Kirchberg ;
- Marie (1er novembre 1754 – 28 septembre 1759) ;
- Victoria (20 janvier 1756 – 2 décembre 1819), épouse en 1783 le prince Wolfgang-Ernest II d'Isembourg ;
- Henri XVI (30 août 1759 – 13 décembre 1763) ;
- Henri XVII (25 mai 1761 – 27 février 1807).

Henri XI se remarie le 25 octobre 1770 à Francfort avec Alexandrine (1732-1809), fille du comte Christian-Charles-Reinhard de Leiningen-Dagsbourg-Falkenbourg. Ils n'ont pas d'enfants.